# Protodictya iguassu
Protodictya iguassu är en tvåvingeart som beskrevs av Steyskal 1950. Protodictya iguassu ingår i släktet Protodictya och familjen kärrflugor. Inga underarter finns listade i Catalogue of Life.